# Xylosma acunae
Xylosma acunae är en videväxtart som beskrevs av A. Borhidi och O. Muniz. Xylosma acunae ingår i släktet Xylosma och familjen videväxter. Inga underarter finns listade i Catalogue of Life.